# 含羞草 (鸡尾酒)
含羞草（Mimosa）是一种由冰镇橙汁和香槟酒（或其他气泡酒）混合而成的鸡尾酒。橙汁和气泡酒没有固定的混合比例，国际调酒师协会（IBA）指定配方为新鲜橙汁和普罗赛柯1：1混合。一般使用长形香槟杯，常在早午餐饮用。一些地方称作Buck's Fizz。